# Liste der Wassertürme in der Freien Hansestadt Bremen
Die Liste der Wassertürme in der Freien Hansestadt Bremen ist aufgeteilt in die
- Liste der Wassertürme in Bremen
- Liste der Wassertürme in Bremerhaven